# Twierdzenie Landaua
Twierdzenie Landaua – klasyczne twierdzenie analizy matematycznej charakteryzujące ciągi należące do przestrzeni ℓp dla p > 1. Nazwa twierdzenia pochodzi o nazwiska matematyka Edmunda Landaua, który opublikował je w roku 1907.

## Twierdzenie
Niech {\displaystyle p>1} oraz niech {\displaystyle (a_{n})_{n=1}^{\infty }} będzie takim ciągiem liczbowym, że
{\displaystyle \sum _{n=1}^{\infty }|a_{n}b_{n}|<\infty }
dla każdego ciągu {\displaystyle (b_{n})_{n=1}^{\infty }\in \ell _{q},} gdzie
{\displaystyle {\tfrac {1}{p}}+{\tfrac {1}{q}}=1.}
Wówczas {\displaystyle (a_{n})_{n=1}^{\infty }\in \ell _{p},} tj.
{\displaystyle \sum _{n=1}^{\infty }|a_{n}|^{p}<\infty }.
W przypadku, gdy {\displaystyle p=1} na to by {\displaystyle (a_{n})_{n=1}^{\infty }\in \ell _{1}} wystarcza, by
{\displaystyle \sum _{n=1}^{\infty }|a_{n}b_{n}|<\infty }
dla każdego ciągu {\displaystyle (b_{n})_{n=1}^{\infty }} zbieżnego do 0.

## Dowód
Niech {\displaystyle p\geqslant 1.} Dla każdej liczby naturalnej {\displaystyle n} wzór
{\displaystyle \langle x_{n}^{*},(\xi _{k})_{k=1}^{\infty }\rangle =\sum _{j=1}^{n}a_{j}\xi _{k}\quad ((\xi _{k})_{k=1}^{\infty }\in \ell _{p})}
definiuje ciągły funkcjonał liniowy na przestrzeni {\displaystyle \ell _{q}} o normie
{\displaystyle \|x_{n}^{*}\|=\left(\sum _{j=1}^{n}|a_{j}|^{p}\right)^{1/p}}.
Z twierdzenia Banacha-Steinhausa wynika, że
{\displaystyle \sup _{n\in \mathbb {N} }\|x_{n}^{*}\|=\sup _{n\in \mathbb {N} }\left(\sum _{j=1}^{n}|a_{j}|^{p}\right)^{1/p}<\infty }
To kończy dowód, gdyż
{\displaystyle \left(\sum _{n=1}^{\infty }|a_{n}|^{p}\right)^{1/p}=\sup _{n\in \mathbb {N} }\left(\sum _{j=1}^{n}|a_{j}|^{p}\right)^{1/p}}.